# Hồng bì
Quất hồng bì, hồng bì, hay còn gọi là giổi (có chỗ tiếng địa phương là quả ngẫy), hoàng bì, quất bì, quả nhâm (danh pháp hai phần: Clausena lansium) là loài cây mọc cho trái, thường dùng làm vị thuốc.
Bản địa hoàng bì là vùng Đông Nam Á và Hoa Nam. Cây hoàng bì mọc cao 3–8 m, lá nhẵn xanh thẫm, dài 30–35 cm. Hoa sắc trắng với 4-5 cánh mọc thành chùm ở ngọn cành, nở vào tháng 3.
Quất hồng bì sắc vàng lấm tấm xanh, vỏ mỏng có lông tơ. Quả ăn được, dài khoảng 2–3 cm, thịt ít, vị chua nhưng thơm, bên trong có 3-5 hạt. Trái chín có thể đem nấu với đường làm mứt hay cất rượu.
Ngoài việc thu hoạch trái y học cổ truyền còn lấy rễ hoàng bì dùng trị ho và viêm cuống phổi. Lá hoàng bì đem nấu nước dùng gội đầu để trị gàu.

## Hình ảnh

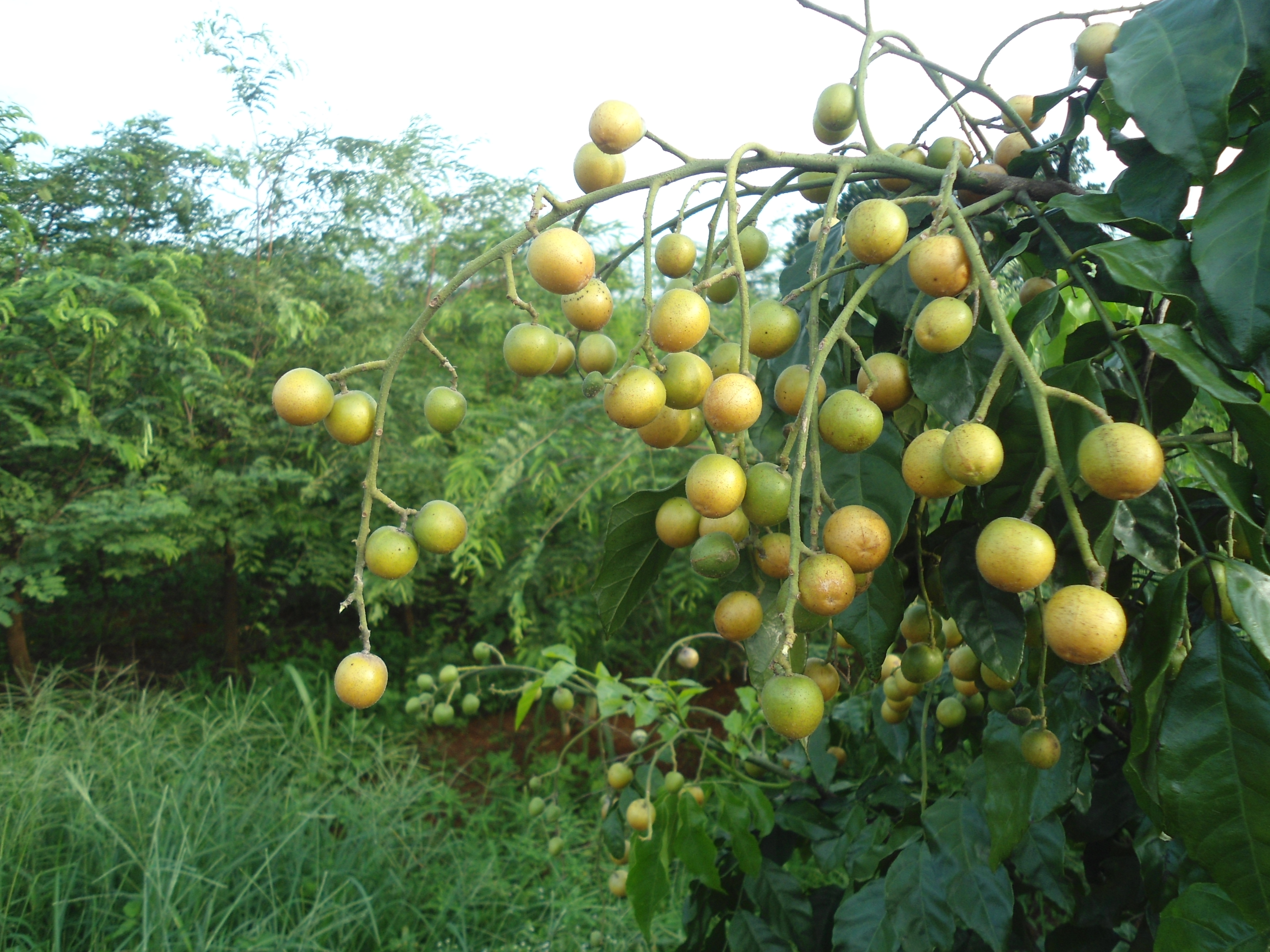
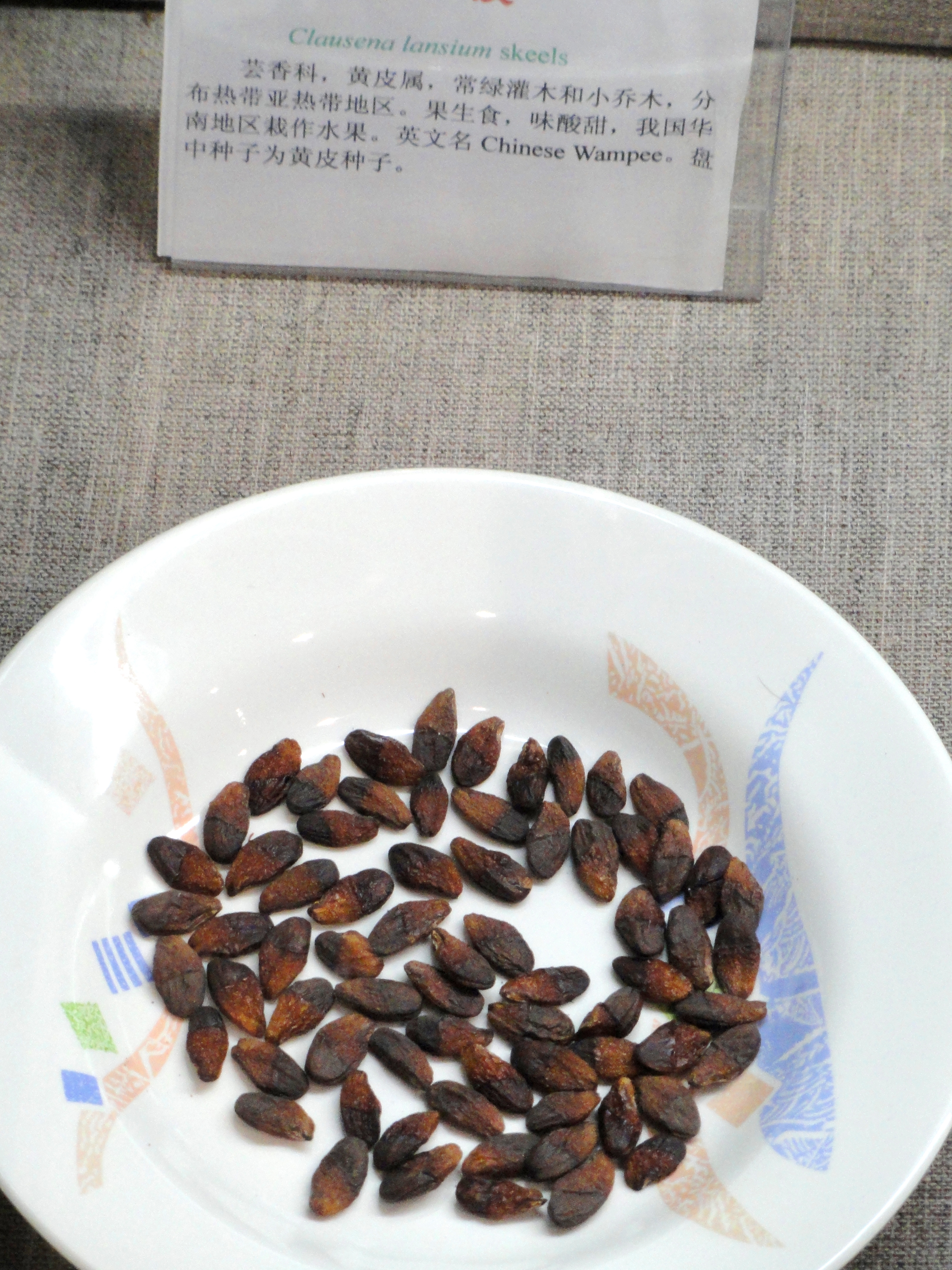
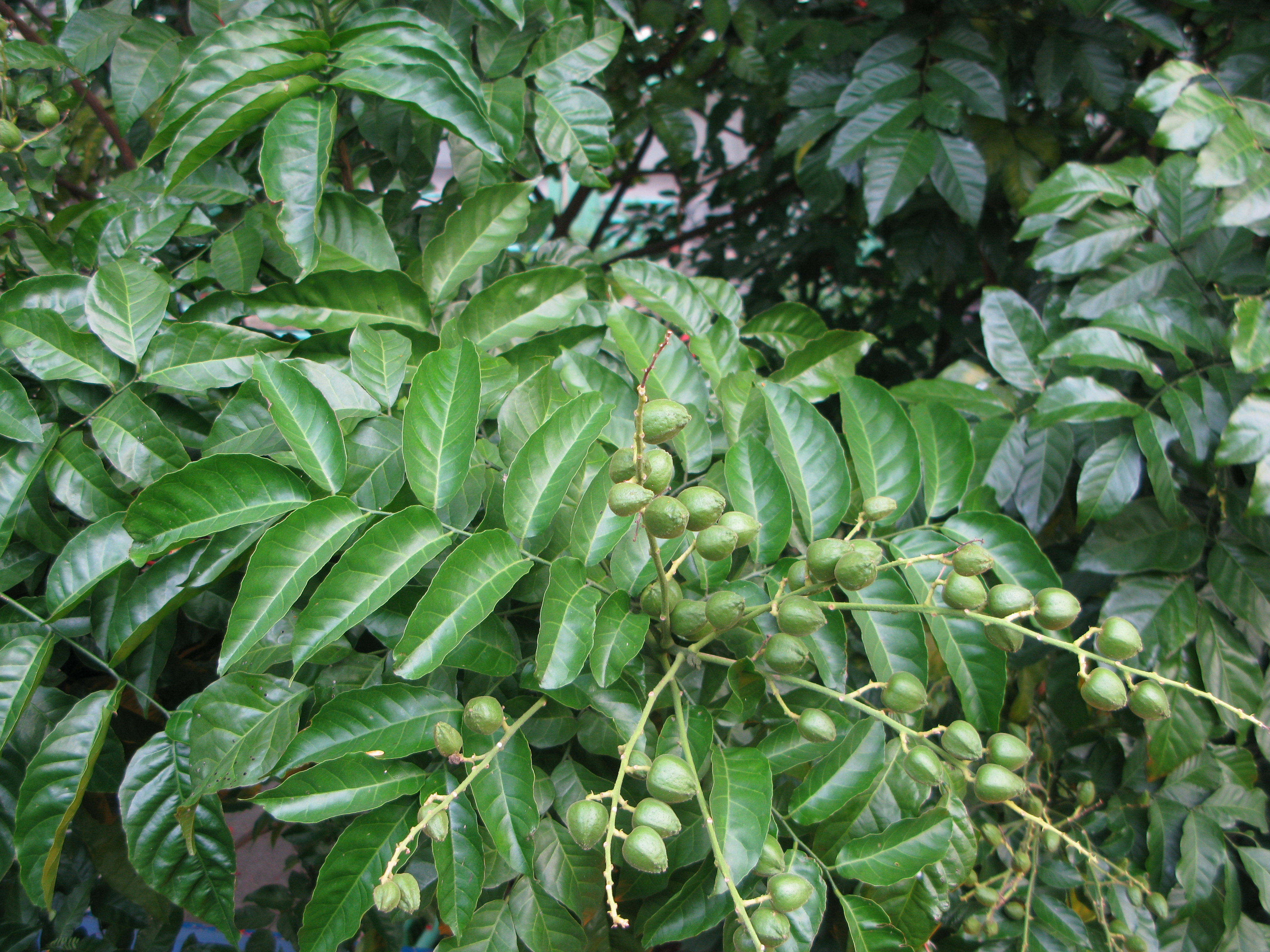
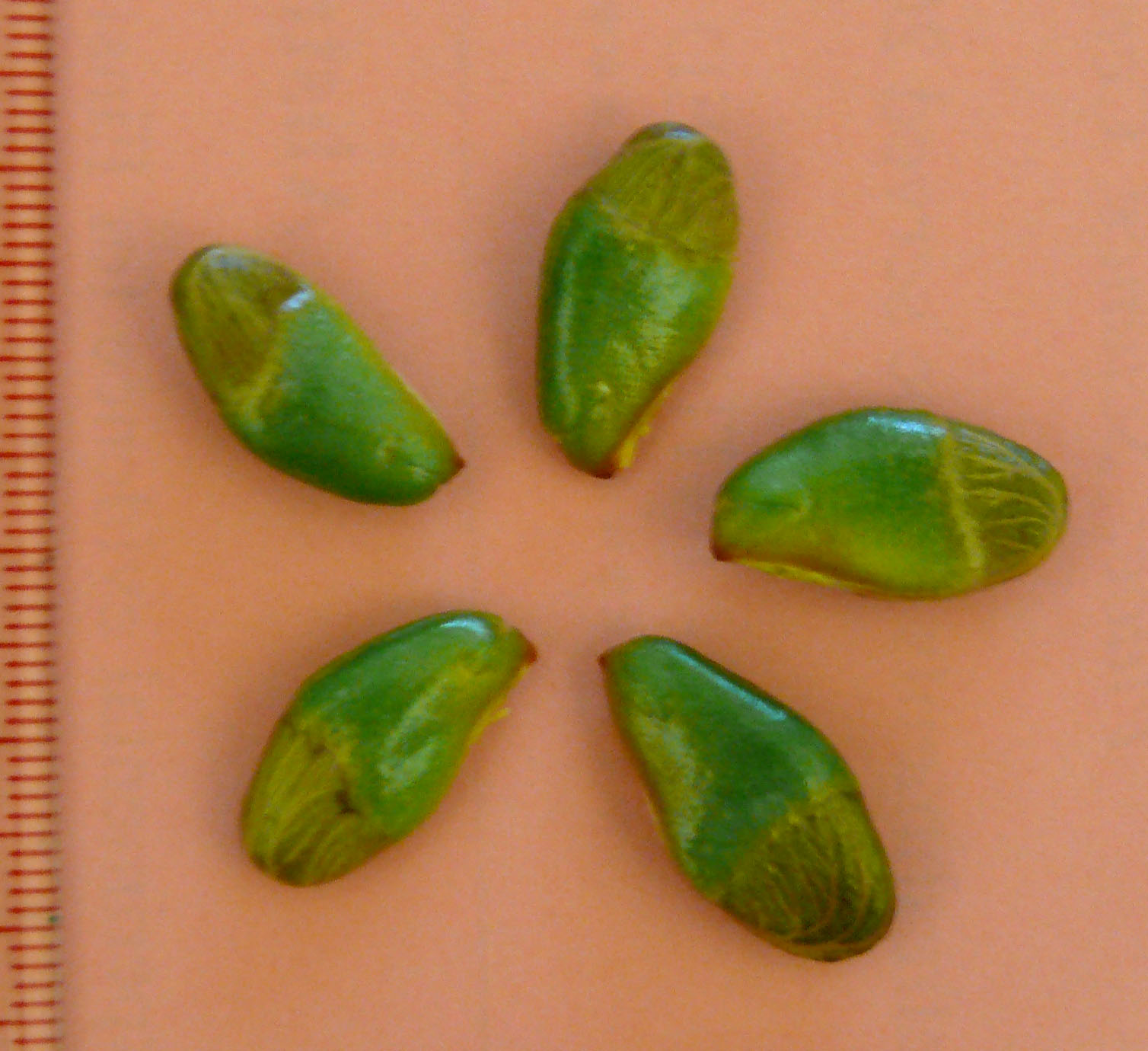
Hạt hoàng bì; mỗi đơn vị trên thước bên trái là 1 mm